# Alfalfa Love
Alfalfa Love  è un cortometraggio muto del 1921 diretto da Fred C. Fishback.

## Produzione
Il film fu prodotto dalla Century Film.

## Distribuzione
Distribuito dall'Universal Film Manufacturing Company, il film - un cortometraggio in due bobine - uscì nelle sale cinematografiche USA il 3 agosto 1921.